# Parafia Niepokalanego Poczęcia Najświętszej Maryi Panny we Włościejewkach
Parafia Niepokalanego Poczęcia Najświętszej Maryi Panny we Włościejewkach – należy do dekanatu nowomiejskiego w archidiecezji poznańskiej. Zarządza nią proboszcz parafii Najświętszej Maryi Panny Wniebowziętej i św. Mikołaja w Książu Wielkopolskim.
Parafia posiada kościół parafialny, wybudowany w XVII wieku, wpisany do rejestru zabytków, mieszczący się w Włościejewkach 12.
Terytorium parafii obejmuje część gminy Książ Wielkopolski w powiecie śremskim.

## Kościoły i kaplice
- kościół parafialny – Niepokalanego Poczęcia Najświętszej Maryi Panny – Włościejewki 12

## Msze święte
- Włościejewki (kościół parafialny)
  - niedziele: 10:00

## Terytorium
- Włościejewki

## Kancelaria parafialna
- mieści się na plebanii parafii Najświętszej Maryi Panny Wniebowziętej i św. Mikołaja w Książu Wielkopolskim ul. Jana Pawła II 26